# Ehretia tinifolia
Ehretia tinifolia är en strävbladig växtart som beskrevs av Carl von Linné. Ehretia tinifolia ingår i släktet Ehretia och familjen strävbladiga växter. Inga underarter finns listade i Catalogue of Life.